# Xã Whitewood, Quận Kingsbury, Nam Dakota
Xã Whitewood (tiếng Anh: Whitewood Township) là một xã thuộc quận Kingsbury, tiểu bang Nam Dakota, Hoa Kỳ. Năm 2010, dân số của xã này là 96 người.